# Tha Smokin' Nephew
Tha Smokin' Nephew è il quarto album in studio del rapper statunitense Baby Bash, pubblicato il 23 settembre 2003.

## Successo commerciale
L'album ottenne successo negli Stati Uniti, in Europa e Nuova Zelanda.

## Tracce
1. Suga Suga (feat. Frankie J) – 4:03
2. Yeh Suh! (Max Minelli) – 4:04
3. Weed Hand (Grimm & Lucky Luciano) – 4:19
4. Shorty DooWop (Russell Lee & Perla Cruz) – 3:18
5. On Tha Curb (David Wade) – 3:53
6. Sexy Eyes (Da Da Da Da) (Russell Lee) – 4:29
7. Image of a Pimp (Oral Bee & Lucky Luciano) – 4:01
8. Early In The Morning (Mario Ayala & Meno Bay Bee) – 4:46
9. Feeling Me (Russell Lee) – 3:53
10. Oh Wow (Merciless & Happy Perez) – 3:55
11. Changed My Life (Grimm) – 3:51
12. Stay Perkin' (Angel Dust, Chingo Bling & Doom) – 4:31
13. Pollution (Russell Lee, Grimm & Rasheed) – 4:48
14. Ménage à Trois (Frankie J & Powda) – 4:15
15. Tha Chop (A-Wax & Jay Tee) – 4:07
16. Don't Disrespect My Mind (Low-G) – 4:11
17. Suga Suga (Reggae Remix) {Radio Edit} (Major Riley) – 4:05